# 9 août 1960
Le mardi 9 août 1960 est le 222e jour de l'année 1960.

## Naissances
- Éric Escoffier (mort le 29 juillet 1998), alpiniste français
- Barbara De Rossi, actrice italienne
- Geneviève Almouzni, directrice d'un centre de recherche de l'Institut Curie
- Gian Nicola Berti, homme politique saint-marinais
- Michou, chanteuse réunionnaise
- Roger Marshall, homme politique américain
- Tomás Reñones, footballeur espagnol
- Uwe Corsepius, homme politique allemand
- Yasushi Yoshida, joueur japonais de football

## Décès
- Bernard Ogilvie Dodge (né le 18 avril 1872), botaniste américain
- Evelyn Peirce (née le 5 février 1907), actrice américaine
- Gerry Morel (né le 21 août 1907), agent français du service secret britannique (SOE)
- Louis Cahuzac (né le 12 juillet 1880), clarinettiste et compositeur français
- Wilhelm Schubart (né le 21 octobre 1873), philologue classique, historien et papyrologue allemand

## Événements
- Au Laos, coup de force du capitaine neutraliste Kong Le, qui porte ensuite au pouvoir Souvanna Phouma le 11 août. Le pays se déchire. La zone de Vientiane, coincée entre le Nord dominé par les neutralistes et la Pathet Lao et le Sud aux mains de la droite, accepte d’être ravitaillée par un pont aérien soviétique, via Hanoi. En décembre, Souvanna Phouma est obligé de partir se réfugier au Cambodge.
- Création du drapeau du Gabon
- Sortie du film japonais L'Enterrement du soleil
- Résolution 146 du Conseil de sécurité des Nations unies, qui appelle la Belgique à retirer ses forces de la région du Katanga, au Congo